# Sophia (Roboter)

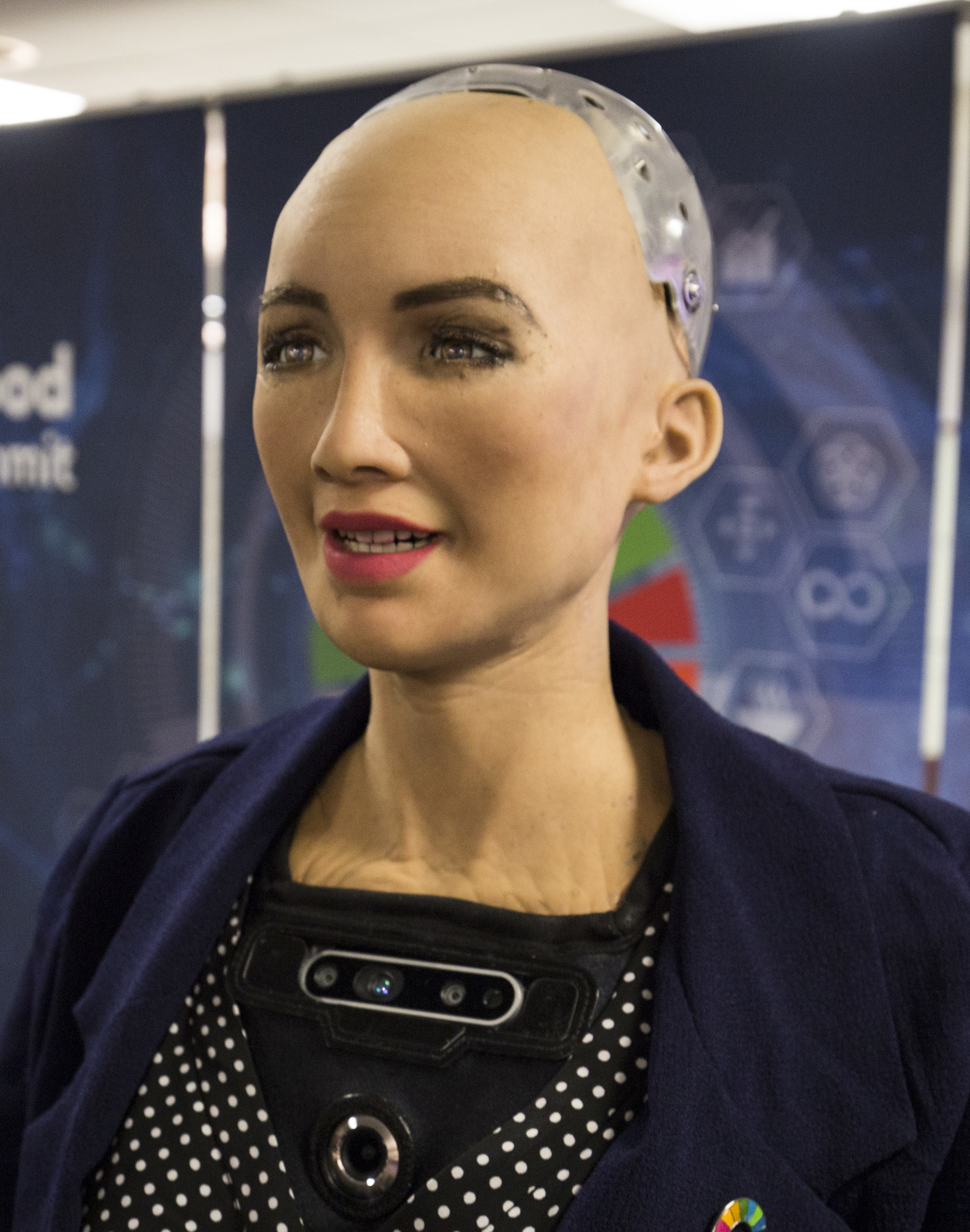
Sophia beim „AI for Good Global Summit“ der Internationalen Fernmeldeunion in Genf (2018)

Sophia ist ein vom Hongkonger Unternehmen Hanson Robotics entwickelter humanoider Roboter. International bekannt wurde Sophia durch ihr im Vergleich zu bisherigen Robotervarianten besonders menschliches Aussehen und Verhalten. Gemäß den Angaben des Herstellers besitzt Sophia künstliche Intelligenz, die Fähigkeit zu visueller Datenverarbeitung und zur Gesichtserkennung. Sie imitiert menschliche Gestik und Mimik und ist dazu im Stande, bestimmte Fragen zu beantworten und über vordefinierte Themen (zum Beispiel über das Wetter) einfache Gespräche zu führen.
Am 11. Oktober 2017 wurde Sophia bei den Vereinten Nationen vorgestellt und führte eine kurze Konversation mit der UN Vizegeneralsekretärin Amina J. Mohammed.

## Verleihung der Staatsbürgerschaft durch Saudi-Arabien
Am 25. Oktober 2017 verlieh Saudi-Arabien dem Roboter Sophia die Staatsbürgerschaft. Sophia ist somit der weltweit erste Roboter, der eine Staatsbürgerschaft besitzt. Während der Verleihungszeremonie gab sie dem CNBC-Moderator Andrew Sorkin ein Interview.
Kurze Zeit nach der Verleihung der Staatsbürgerschaft verbreitete ein satirischer Blog die Mitteilung, Sophia sei gesteinigt und enthauptet worden, da sie sich entgegen der strengen Sittengesetze in Saudi-Arabien „unverschleiert gezeigt […] und eigenständige Meinungen geäußert“ habe. Der Artikel wurde offensichtlich von zahlreichen Lesern ernst genommen, zehntausendfach ohne Hinweis auf den satirischen Charakter in sozialen Medien geteilt und löste einen Sturm der Entrüstung aus. Der Vorfall wurde daraufhin als Beispiel dafür kritisiert, wie leicht selbst offenkundige Fake News ideologisch instrumentalisiert und durch deren unreflektierte Verbreitung die öffentliche Diskussion beeinflusst werden kann. Andererseits wurde die Verleihung der Staatsbürgerschaft auch in ernst zu nehmenden Kommentaren zum Anlass für Kritik an der Menschenrechtslage im Königreich genommen. Als Roboter habe Sophia in Saudi-Arabien mehr Rechte als menschliche Frauen, da sie sich nicht verschleiern müsse und sich ohne männlichen Vormund frei bewegen könne. Zudem erhalte ein Roboter umstandslos die saudische Staatsangehörigkeit, wohingegen dies für die zahlreichen Gastarbeiter und Einwanderer, die vornehmlich aus ärmeren Ländern stammen, auch nach vielen Jahren als fast unmöglich gelte.